# 칸트주의
칸트주의(Kantianism)는 독일의 철학자 이마누엘 칸트의 철학에 기반을 둔 철학 학파이다.

## 윤리학
칸트주의 윤리학은 동기나 최종 목표보다는 주체를 둘러싼 의무들을 강조하는 의무론적 윤리학이다. 이 관점에 따르면 모든 행위는 서로 근원적으로 다른 기본 원리에 의해 이루어지며, 이에 따라 어떠한 행위의 도덕성이 판별된다. 이런 관점에서 칸트주의 윤리학은 규범주의라고 할 수 있다.

## 목적론
칸트는 자연이 합목적을 가지고 존재하며 인간은 자연의 최종적 목적이라고 보았다. 즉, 인간을 포함한 유기체의 존재에는 의도가 있으며, 거꾸로 인간의 행동은 자연의 합목적에 의해 이루어져야 할 당위가 있다는 것이다.

## 정치적 철학
칸트는 별도의 정치철학 저서를 쓰지 않았지만 20세기 후반에 들어 현대 정치 철학에 큰 영향을 주었다.
칸트는 개인의 자율성과 자연의 합목적성에 입각하여 보편적 인권을 주장하였고, 이를 위해 공화제를 지지하였다. 칸트가 말하는 합목적적 자율성을 지닌 개인은 후일 "인격"이라는 개념으로 발전하여, 인권을 주장하는 주요 근거가 되었다. 또한 칸트는 국가보다 개개인의 인권이 우선한다고 보아 보편적 인권을 갖는 개개인은 국가적 경계와 상관없이 어디든 머물수 있다고 주장하였다.

## 같이 보기
- 신칸트주의

## 관련 저서
- 임마누엘 칸트, 백종현 역, 《판단력 비판》, 아카넷, 2009년, ISBN 978-89-5733-153-8

## 참고 문헌
- 김상현, 《칸트, 판단력 비판》, 서울대학교 철학사상연구소, 2005년, 철학사상 별책 제5권 제6호
- 진교훈 외, 《인격》, 서울대학교출판부, 2007년, ISBN 978-89-5210-796-1, 221쪽
- 한나 아렌트, 김선욱 역, 《칸트 정치절학 강의》, 푸른숲, 2002년, ISBN 978-89-7184-363-5, 73쪽

### 내용주
1. ↑  근대 서양 철학에서 "유기체"는 생물을 가리키는 말로 흔히 쓰였다.

### 참조주
1. ↑  박민영, 《이즘, 인간이 남긴 모든 생각 - 철학 정치편》, 청년사, 2008년, ISBN 978-89-7278-268-1, 89-90쪽
2. ↑  윤영돈, 《다문화 시대 도덕교육의 프리즘과 스펙트럼》, 아담북스, 2010년, 978-89-2681-221-1, 36-37쪽
3. ↑  김상현, 《칸트, 판단력 비판》, 서울대학교 철학사상연구소, 2005년, 철학사상 별책 제5권 제6호
4. ↑  한나 아렌트, 김선욱 역, 《칸트 정치절학 강의》, 푸른숲, 2002년, ISBN 978-89-7184-363-5, 73쪽
5. ↑  장동진, 《이상국가론》, 연세대학교출판부, 2004년, ISBN 978-89-7141-651-8, 355쪽
6. ↑  진교훈 외, 《인격》, 서울대학교출판부, 2007년, ISBN 978-89-5210-796-1, 221쪽
7. ↑  조규형, 《해체론》, 살림, 2008년, ISBN 978-89-5221-013-5, 59쪽